# On Bended Knee
«On Bended Knee» — сингл, хит первой величины R&B группы Boyz II Men, изданный под лейблом Motown в 1994 году.
Песня, написанная и спродюсированная творческим тандемом Jimmy Jam and Terry Lewis, смогла сместить предыдущий сингл группы Boyz II Men — «I'll Make Love to You» с вершины чарта Billboard Hot 100 в Соединенных Штатах Америки. Это было впервые, когда группа сместила сама себя с первого места после монополии the Beatles с песнями «I Want to Hold Your Hand», «She Loves You» и «Can't Buy Me Love».
3 декабря 1994 года песня также заняла свои высшие места в чартах: первое в Hot 100 Airplay и второе в Hot Singles Sales.

## Музыкальное видео
Видеоклип повествует об участниках группы, их разрыва, а позже и воссоединения в отношениях с четырьмя известными актрисами: Kim Fields, Renée Jones, Lark Voorhies и Victoria Rowell.

## Список композиций

### Для США
| US Vinyl, 12", Промо - A1 On Bended Knee (Human Rhythm Remix Edit) 4:18 - A2 On Bended Knee (Human Rhythm Remix) 5:28 - A3 On Bended Knee (Swingamix) 5:26 - B1 On Bended Knee (Swingamix Edit) 4:24 - B2 On Bended Knee (LP Version) 5:29 - B3 On Bended Knee (Human Rhythm Remix Instrumental) 5:29 - B4 On Bended Knee (A Capella) 5:05 | US Maxi-CD 1. On Bended Knee (Human Rhythm Remix) 5:29 2. On Bended Knee (Swingamix) 5:26 3. On Bended Knee (LP Version) 5:29 4. On Bended Knee (Human Rhythm Remix Instrumental) 5:29 5. I’ll Make Love To You (Remix — Sexy Version) 4:33 |

### Для Европы
| France Vinyl, 12", Промо - A On Bended Knee (Album Version) 5:29 - B1 On Bended Knee (Radio Edit) 4:33 - B2 Thank You (Untouchable Mix) 5:48 Germany Single 1. On Bended Knee (Radio Edit) 4:33 2. End Of The Road (Pop Edit) 3:39 | Europe Maxi-CD 1. On Bended Knee (Radio Edit) 4:33 2. On Bended Knee (LP Version) 5:29 3. End Of The Road (Pop Edit) 3:39 4. Final Del Camino (End Of The Road, Spanish Version) 5:50 |

## Позиции в чартах

### Соединенные Штаты Америки
| Чарт                                    | Высшее место |
| --------------------------------------- | ------------ |
| Billboard Hot 100                       | 1            |
| Billboard Hot R&B/Hip-Hop Songs         | 2            |
| Billboard Hot Adult Contemporary Tracks | 8            |
| Billboard Eurochart Hot 100             | 55           |

| Чарт в конце года (1995) | Место |
| ------------------------ | ----- |
| U.S. Billboard Hot 100   | 5     |

### Великобритания
| Чарт             | Высшее место |
| ---------------- | ------------ |
| UK Singles Chart | 20           |
| UK R&B Chart     | 1 (1 неделя) |

### Европа
| Чарт                 | Высшее место |
| -------------------- | ------------ |
| French Singles Chart | 34           |
| Lithuania            | 5            |
| Dutch Singles Chart  | 21           |
| Latvia Top 40        | 12           |

### Азия
| Чарт                        | Высшее место |
| --------------------------- | ------------ |
| Phillipines                 | 1            |
| Singapore Get Ready! Top 20 | 9            |
| Lebanon                     | 34           |

### Океания
| Чарт                          | Высшее место |
| ----------------------------- | ------------ |
| Australian ARIA Singles Chart | 7            |
| RIANZ Singles Chart           | 4            |

### Прочие страны
| Чарт                        | Высшее место |
| --------------------------- | ------------ |
| South African Singles Chart | 9            |
| Mozambique Top 40           | 2            |